# Eaman al-Gobory
Eaman al-Gobory är en irakisk läkare.
al-Gobory utbildade sig vid Baghdad Medical School men fick lämna Irak för att arbeta i Jemen, då hon inte ville bli medlem i Saddam Husseins Baath-parti. Hon återvände till Irak efter USA:s invasion av landet 2003 och började arbeta för organisationen International Organization of Migration (IOM) som erbjöd vård för barn och unga i Irak. I början av hennes arbete skedde det genom transport av patienterna till andra länder för specialistvård. 
Hon arbetar också för att bygga upp fungerande sjukvård i Irak efter att många inom vårdyrket flytt landet och sjukhusen har under perioder varit föremål för plundring.
2008 tilldelades hon International Women of Courage Award.